# Tasmánie (ostrov)
Tasmánie je ostrov, který tvoří přibližně 95 % rozlohy stejnojmenného australského státu. Nachází se 240 kilometrů od jižního pobřeží australského spolkového státu Victoria, od kterého je oddělen Bassovým průlivem. Rozloha ostrova činí 64 519 km², což z něj činí 26. největší ostrov světa. Na ostrově žije 507 600 obyvatel, z nichž téměř polovina žije v největším městě Hobartu, který se nachází na jihovýchodě ostrova u ústí řeky Derent. Další velká města jsou Launceston, Devonport a Burnie.

## Přírodní bohatství
Tasmánie je významná svým přírodním bohatstvím. Skoro 37 % rozlohy pokrývají přírodní rezervace, národní parky a místa zapsaná na seznamu světového dědictví UNESCO.

## Hospodářství
Tasmánie je mj. známá chovem ovcí, které produkují velmi kvalitní jemnou vlnu. O tu mají zájem a vykupují ji přední světoví zpracovatelé látek.

## Historie
V roce 1642 přistál u tohoto ostrova jako první holandský mořeplavec Abel Tasman, který jej sám pojmenoval Van Diemenova země.